# 孙云鹏
孙云鹏（1882年—1965年12月3日），号晴霄，男，天津沈庄子人。中国共产党早期工人运动领袖。

## 生平
1898年，孙云鹏到北京长辛店京汉铁路机器厂当学徒。1905年，孙云鹏到石家庄正太铁路总机厂当技术工人。1921年冬，孙云鹏经罗章龙介绍加入中国共产党，成为今石家庄市一带最早的中国共产党党员。
1922年12月，孙云鹏任正太铁路总工会委员长，此后他参与领导了正太铁路三次大罢工。1923年2月，孙云鹏代表正太路参加了京汉铁路总工会成立大会。1924年2月，孙云鹏到北京参加了全国铁路总工会成立大会，被推选为中华全国铁路总工会第一届执行委员会委员长（任职至1925年2月）。1925年1月至5月，孙云鹏担任正太铁路总工会会长（委员长）。1925年2月，他出席了全国铁路工会第二次代表大会。1925年5月，他到广州参加全国第二次劳动大会，并当选为中华全国总工会经济部主任（任职至1926年5月）。1925年7月起任中华全国总工会驻上海办事处主任。1926年全国总工会从广州迁往武汉后，他任中华全国总工会驻湖北总代表。1926年5月，他出席了在广州召开的全国第三次劳动大会，当选为全国总工会候补执行委员、资格审查委员会主任（任职至1927年6月）。
1927年国共合作失败后，一度与中共党组织失去联系。1928年9月他担任郑州市工会党团书记，后又赴天津参加恢复全国铁路总工会的工作。1931年天津的中共党组织被破坏后，孙云鹏与中共党组织失去了联系。1949年，解放军攻占石家庄后，到石家庄铁路分局工会工作。
1965年12月3日，孙云鹏在天津病逝。